# Список заступників Міністра закордонних справ України
У списку після дати призначення або звільнення з посади зазначено номер відповідного Указу Президента України, для періоду з 2006 р по 2010 р і з 2014 р — постанови або розпорядження Кабінету Міністрів Україна (відзначені в примітках).

## Перші заступники Міністра закордонних справ України
1. Макаревич Микола Петрович (1990 р — 2 грудня 1994 р № 715/94)
2. Тарасюк Борис Іванович (2 грудня 1994 р № 716/94 — 16 вересня 1995 року, № 843/95)
3. Бутейко Антон Денисович (12 жовтня 1996 р № 949/95 — 18 листопада 1998 року, № 1273/98, 8 березня 2005 року, № 451/2005 — 20 листопада 2006 м, № 1782[1])
4. Чалий Олександр Олександрович, перший заступник Міністра закордонних справ України (2 липня 1998, № 723/98 — 21 вересня 2001 року, № 858/2001), перший заступник Міністра закордонних справ України з питань європейської інтеграції (15 липня 2003 року, № 672/2003 — 14 травня 2004 року, № 546/2004)
5. Бершеда Євген Романович (18 листопада 1998 року, № 1275/98 — 14 червня 2000 р № 795/2000)
6. Сергєєв Юрій Анатолійович (14 лютого 2001 року, № 92/2001 — 24 липня 2001 року, № 550/2001)
7. Дронь Анатолій Андрійович, перший заступник Міністра закордонних справ України у зв'язках з Верховною Радою України (15 липня 2003 року, № 670/2003 — 16 червня 2005 року, № 970/2005)
8. Єльченко Володимир Юрійович, перший заступник Міністра закордонних справ України (16 липня 2003 року, № 702/2003 — 22 січня 2004 року, № 83/2004), перший заступник Міністра закордонних справ України — керівник апарату (22 січня 2004 року, № 84/2004 — 18 лютого 2005 р № 280/2005)
9. Моцик Олександр Федорович, перший заступник Міністра закордонних справ України з питань європейської інтеграції (22 липня 2004 року, № 846/2004 — 11 лютого 2005 р № 224/2005)
10. Огризко Володимир Станіславович, перший заступник Міністра закордонних справ України — керівник апарату (18 лютого 2005 року, № 282/2005 — 28 березня 2005 року, № 557/2005), перший заступник Міністра закордонних справ України (28 березня 2005 року, № 558/2005 — 19 грудня 2007 р № 1119-р[2])
11. Хандогій Володимир Дмитрович (25 липня 2007 р № 554-р[2] — 18 серпня 2010 р № 1656-р[2])
12. Демченко Руслан Михайлович (17 грудня 2010, № 1138/2010 — 5 березня 2014 р № 140-р[2])
13. Галібаренко Наталія Миколаївна (з 9 березня 2014 р № 147-р[2] — 26 серпня 2015 р № 1248-р  [3])
14. Пристайко Вадим Володимирович (16 березня 2017 р № 181-р [4] — 20 вересня 2017 р № 663-р [5])
15. Джапарова Еміне Айяровна (10 червня 2020 р № 632-р [6] — 2 квітня 2024 р № 284-р [7])
16. Сибіга Андрій Іванович (12 квітня 2024 р № 316-р [8] — 6 вересня 2024 р № 839-р [9])
17. Кислиця Сергій Олегович (з 12 лютого 2025 р № 110-р [10] — )

## Заступники Міністра закордонних справ України
1. Ліпатов Валентин Миколайович (11 червня 1985 року № 232[11] — 29 березня 1996 р № 225 / 96)
2. Удовенко Геннадій Йосипович (22 лютого 1991, № 36[11] — 17 березня 1992 р № 136[1])
3. Тарасюк Борис Іванович (9 березня 1992 року, № 117[1] — 2 грудня 1994 р № 716/94)
4. Рилач Юрій Олександрович (21 березня 1992 р № 141[1] — 14 січня 1998 р № 1347/98)
5. Макаренко Олександр Данилович (4 січня 1993 р № 2[1] — 15 грудня 1994 р № 769/94)
6. Грищенко Костянтин Іванович (9 березня 1995 року, № 196/95 — 4 липня 1998 року, № 741/98)
7. Хандогій Володимир Дмитрович (14 червня 1995 року, № 449/95 — 22 жовтня 1998 р № 1173/98, 27 грудня 2005 року, № 1852/2005 — 25 липня 2007 року, № 554-р[2])
8. Гудима Борис Миколайович (29 березня 1996 р № 226/96 — 26 грудня 1998 року № 57/98)
9. Орел Анатолій Костянтинович (26 січня 1998 року, № 58/98 — 19 серпня 1999 року, № 1020/99)
10. Ткач Дмитро Іванович (4 липня 1998, № 742/98 — 11 липня 2000 року № 870/2000)
11. Майданник Олександр Іванович (4 листопада 1998 року, № 1205/98 — 1 грудня 2000 р № 1275/2000)
12. Сардачук Петро Данилович (4 лютого 1999 року, № 123/99 — 13 листопада 2001 року, № 1086/2001)
13. Харченко Ігор Юрійович (2 листопада 2000 р, № 1193/2000 — 21 серпня 2001 р, № 716/2001, 12 липня 2003 р № 619/2003 — 22 листопада 2003 м, № 1331/2003)
14. Єльченко Володимир Юрійович (1 грудня 2000 р № 1276/2000 — 21 серпня 2001 року, № 718/2001)
15. Бережний Олексій Миколайович (20 грудня 2000 р № 1358/2000 — 21 серпня 2001 року, № 720/2001)
16. Кириченко Валерій Миколайович (12 липня 2003 року, № 613/2003 — 7 липня 2004 року, № 762/2004)
17. Кулеба Іван Дмитрович (12 липня 2003 року, № 615/2003 — 7 липня 2004 року, № 763/2004)
18. Моцик Олександр Федорович (12 липня 2003 року, № 617/2003 — 22 липня 2004 року, № 845/2004)
19. Наливайченко Валентин Олександрович (3 лютого 2004 року, № 140/2004 — 18 січня 2006 року, № 37[1])
20. Шамшур Олег Владиславович (3 лютого 2004 року, № 141/2004 — 27 січня 2005 р № 1835/2005)
21. Макуха Володимир Олексійович (22 липня 2004 року, № 843/2004 — 5 квітня 2006 р № 437[1])
22. Долгов Ігор Олексійович (22 липня 2004 року, № 844/2004 — 9 грудня 2005 року, № 1722/2005)
23. Веселовський Андрій Іванович (27 грудня 2005 року, № 1851/2005 — 19 березня 2008 р № 466-р[2])
24. Маймескул Микола Іванович (15 лютого 2006 року, № 134[1] — 28 листопада 2007 р № 1061-р[2])
25. Костенко Юрій Васильович (3 травня 2006 року, № 606[1] — 19 серпня 2009 р № 965-р[2])
26. Єлісєєв Костянтин Петрович (19 вересня 2007 р № 740-р[2] — 14 липня 2010 року, № 1416-р[2])
27. Гнатишин Іван Миколайович (21 листопада 2007 р, № 1004-р[2] — 9 лютого 2011 р, № 183/2011)
28. Купчишин Олександр Михайлович (13 лютого 2008 р, № 272-р[2] — 9 червня 2010 р, № 1176-р[2])
29. Горін Олександр Олегович (17 квітня 2008 р № 629-р[2] — 4 березня 2011 року, № 267/2011)
30. Чалий Валерій Олексійович (11 листопада 2009 року, № 1339-р[2] — 12 квітня 2010 року, № 859-р[2])
31. Демченко Руслан Михайлович (17 лютого 2010 р № 227-р[2] — 17 грудня 2010 року, № 1137/2010)
32. Майко Віктор Анатолійович (12 квітня 2010, № 860-р[2] — 5 березня 2014 р № 141-р[2])
33. Клімкін Павло Анатолійович, заступник Міністра закордонних справ України (21 квітня 2010 року, № 950-р[2] — 29 квітня 2011 року, № 530/2011), заступник Міністра закордонних справ України — керівник апарату (29 квітня 2011 року, № 542/2011 — 22 червня 2012, № 410/2012)
34. Микитенко Євген Олегович (9 червня 2010, № 1177-р[2] — 24 травня 2011 р № 605/2011)
35. Олефіров Андрій Володимирович, заступник Міністра закордонних справ України — керівник апарату (з 3 липня 2012 р № 432/2012  — 3 грудня 2014 року, № 1189/2014[12])
36. Лубківський Данило Романович (5 березня 2014 р № 142-р[2] — 24 грудня 2014 року, № 1262/2014[13])
37. Кислиця Сергій Олегович (з 9 березня 2014 р № 148-р[2] — 5 лютого 2020 року, № 70/2020 [14])
38. Зеркаль Олена Володимирівна, заступник Міністра закордонних справ України з питань європейської інтеграції (20 серпня 2014 року № 752-р [15] — 4 грудня 2019 року, № 1201/2019 [16])
39. Пристайко Вадим Володимирович, заступник Міністра закордонних справ — керівник апарату (17 грудня 2014 року № 1233-р [17] — 28 грудня 2016 року, № 1082/2016 [18])
40. Боднар Василь Миронович, заступник Міністра закордонних справ України (22 листопада 2017 року № 838-р [19] — 29 вересня 2021 року, № 1162/2021 [20])
41. Божок Єгор Валерійович, заступник Міністра закордонних справ України (14 березня 2019 року № 144-р[21] — 29 вересня 2021 року, № 1623/2021 [22])
42. Єнін Євгеній Володимирович, заступник Міністра закордонних справ України (15 квітня 2020 року № 416-р [23] — 30 серпня 2021 року, № 1013/2021 [24])
43. Сенік Дмитро Юрійович, заступник Міністра закордонних справ України з питань цифрового розвитку, цифрових трансформацій і цифровізації (22 липня 2020 року № 907-р [25] — 28 червня 2022 року, № 524/2022 [26])
44. Точицький Микола Станіславович, заступник Міністра закордонних справ України (29 вересня 2021 року № 1185-р [27] — 12 квітня 2024 року, № 315/2024 [28])
45. Перебийніс Євген Петрович, заступник Міністра закордонних справ України (з 29 липня 2022 року[29])
46. Демьохін Антон Володимирович, заступник Міністра закордонних справ України з питань цифрового розвитку, цифрових трансформацій і цифровізації (з 5 серпня 2022 року[30])
47. Мельник Андрій Ярославович, заступник Міністра закордонних справ України (18 листопада 2022 року № 1033-р [31] — 11 липня 2023[32])
48. Боровець Ірина Геннадіївна, заступник Міністра закордонних справ України (22 грудня 2023 року № 1171-р [33] — 10 вересня 2024[34])
49. Беца Мар'яна Олександрівна, заступник Міністра закордонних справ України (з 29 жовтня 2024 року)[35]

## Державні секретарі Міністерства закордонних справ України та їх заступники
У 2001—2003 рр. посади заступників міністра в Міністерстві закордонних справ України скасовувалися, замість них запроваджувалися посади державних секретарів міністерства та їх заступників.
Посаду було відновлено Постановою Кабінету Міністрів України № 252 від 5 квітня 2017 р. «Про внесення змін до Положення про Міністерство закордонних справ України»

### Державні секретарі
1. Сергєєв Юрій Анатолійович (24 липня 2001 року, № 551/2001 — 3 березня 2003 року, № 180/2003)
2. Чалий Олександр Олександрович, Державний секретар Міністерства закордонних справ України з питань європейської інтеграції (21 серпня 2001 року, № 726/2001 — 15 липня 2003 р № 671/2003)
3. Єльченко Володимир Юрійович (4 березня 2003 р .. № 192/2003 — 16 липня 2003 року № 701/2003)
4. Заяць Андрій Іванович (28 грудня 2016 р   — 11 березня 2020 року) [37][38]
5. Усатий Віталій Юрійович в.о. (11 березня 2020 р. [39] — 15 липня 2020 року)
6. Баньков Олександр Сергійович (з 15 липня 2020 р. [40])

### Заступники Державного секретаря Міністерства закордонних справ України
1. Харченко Ігор Юрійович (21 серпня 2001 року, № 717/2001 — 12 липня 2003 року № 620/2003)
2. Єльченко Володимир Юрійович (21 серпня 2001 року, № 719/2001 — 4 березня 2003 року, № 191/2003)
3. Бережний Олексій Миколайович (21 серпня 2001 року, № 721/2001 — 13 травня 2002 року, № 450/2002)
4. Моцик Олександр Федорович (18 жовтня 2001 року, № 991/2001 — 12 липня 2003 року № 618/2003)
5. Кулеба Іван Дмитрович (7 червня 2002 року, № 529/2002 — 12 липня 2003 року № 616/2003)
6. Зарудна Наталія Миколаївна (1 жовтня 2002 року, № 892/2001 — 5 вересня 2003 року, № 983/2003)
7. Кириченко Валерій Миколайович (6 лютого 2003 року, № 82/2003 — 12 липня 2003 року № 614/2003)